# Lestes dissimulans
Lestes dissimulans là một loài chuồn chuồn kim thuộc họ Lestidae.
Loài này có ở Angola, Botswana, Chad, Cộng hòa Congo, Bờ Biển Ngà, Guinea Xích Đạo, Gabon, Ghana, Guinea, Kenya, Malawi, Mozambique, Namibia, Senegal, Nam Phi, Tanzania, Togo, Uganda, Zambia, Zimbabwe, và có thể cả Burundi. Môi trường sống tự nhiên của chúng là rừng ẩm vùng đất thấp nhiệt đới hoặc cận nhiệt đới, xavan khô, xavan ẩm, vùng cây bụi khô khu vực nhiệt đới hoặc cận nhiệt đới, vùng cây bụi ẩm khu vực nhiệt đới hoặc cận nhiệt đới, sông ngòi, sông có nước theo mùa, đất ngập nước với cây bụi là chủ yếu, hồ nước ngọt, hồ nước ngọt có nước theo mùa, đầm nước ngọt, và đầm nước ngọt có nước theo mùa.